# Andrenosoma purpurascens
Andrenosoma purpurascens là một loài ruồi trong họ Asilidae. Andrenosoma purpurascens được Walker miêu tả năm 1856. Loài này phân bố ở vùng Tân nhiệt đới.